# Andreas Friedrich Trenckmann
Andreas Friedrich Trenckmann (* 17. Juli 1809 in Wefensleben bei Magdeburg, Provinz Sachsen, Preußen; † 1883 in Millheim, Austin County, Texas, Vereinigte Staaten) war Lehrer und Schulleiter in Magdeburg, später Farmer und Präsident des ältesten landwirtschaftlichen Vereins in Texas.

## Leben
Er war der Sohn des Zimmermannmeisters und Doppel-Kossaths (Landwirt) Johann Gottfried Trenckmann (1782–1837) und der Anna Elisabeth Schneider (1781–1816), beide aus Wefensleben. Trenckmann heiratete Johanna Jokusch. Sein jüngster Sohn war der Schriftsteller William Andreas Trenckmann (1859–1935), Verleger der deutschsprachigen, in Texas erscheinenden Zeitung Das Wochenblatt und texanischer Abgeordneter.
Nach seinem Schulabschluss arbeitete Trenckmann zusätzlich noch als Privatlehrer. Später gründete er eine Privatschule in Magdeburg, die bis zu 500 Schüler unterrichtete.
1844 begannen in Magdeburg sich die Protestanten gegen den Pietismus aufzulehnen. Trenckmann war zwar Reformen gegenüber aufgeschlossen, aber kein Aufrührer. Er sympathisierte mit der Reformbewegung. Durch seine Schule wurde er im Jahr 1848 als einer der Delegierten ernannt, die beim preußischen König Friedrich Wilhelm IV. Reformen einfordern sollten (siehe auch: Märzrevolution).
Nach erfolgreicher Mission wanderte Trenckmann 1853 nach Texas aus. Zunächst zog er in den Colorado County, dann kaufte er sich im benachbarten Austin County ein Stück Land im Latin Settlement Millheim (Texas) bei Catspring (Texas), wo er sich als Farmer und Kneipenwirt niederließ.
1856 gründeten in Catspring 40 Farmer (darunter auch Heinrich Amthor aus Gotha, Thüringen) den Landwirtschaftlichen Verein (bis 1906), den ältesten Landwirtschaftsverein in Texas, dessen erster Präsident Trenckmann wurde. Trenckmann sprach sich zwar gegen die Sezession aus, akzeptierte aber ab 1. Februar 1861 die Gesetze der provisorischen Regierung der Konföderierten unter ihrem Präsidenten Jefferson Davis und fügte sich in die Tatsache, dass mit Beginn des amerikanischen Bürgerkrieges zwei seiner Söhne in die Südstaaten-Armee eintraten; einer von ihnen fiel auf dem Schlachtfeld.